# 玉鷲一朗
玉鷲一朗（1984年11月16日—），原名巴特扎尔嘎勒·孟赫奥日吉勒（Батжаргалын Мөнх-Оргил），蒙古國烏蘭巴托出身的現役大相撲力士，身高1.89米，重176公斤，所屬的相撲部屋是片男波部屋。最高位置是東關脇(2017年1月-7月場所)。
他在2004年1月開始大相撲生涯，在2008年9月入幕，曾獲幕下、十兩優勝各一次、幕內最高優勝兩次，獲得七個金星（以平幕的身份打贏橫綱）。與一般蒙古力士不一樣，他最常用的招式是押し。
他也是少數在職業比賽生涯中沒有因伤退赛过的力士。自開始相撲生涯至2025年7月已經參與超過1700場賽事，亦是現役最年長的幕內力士。由於他不屈不撓的精神，被稱為相撲界的「鐵人」。
他于2012年結婚，妻子是同部屋另一個十两级蒙古力士玉正鳳的姐姐。
他曾在2019年1月場所和2022年9月場所獲幕內最高優勝。
他於2024年3月19日取得日本國籍。